# Гірський притулок

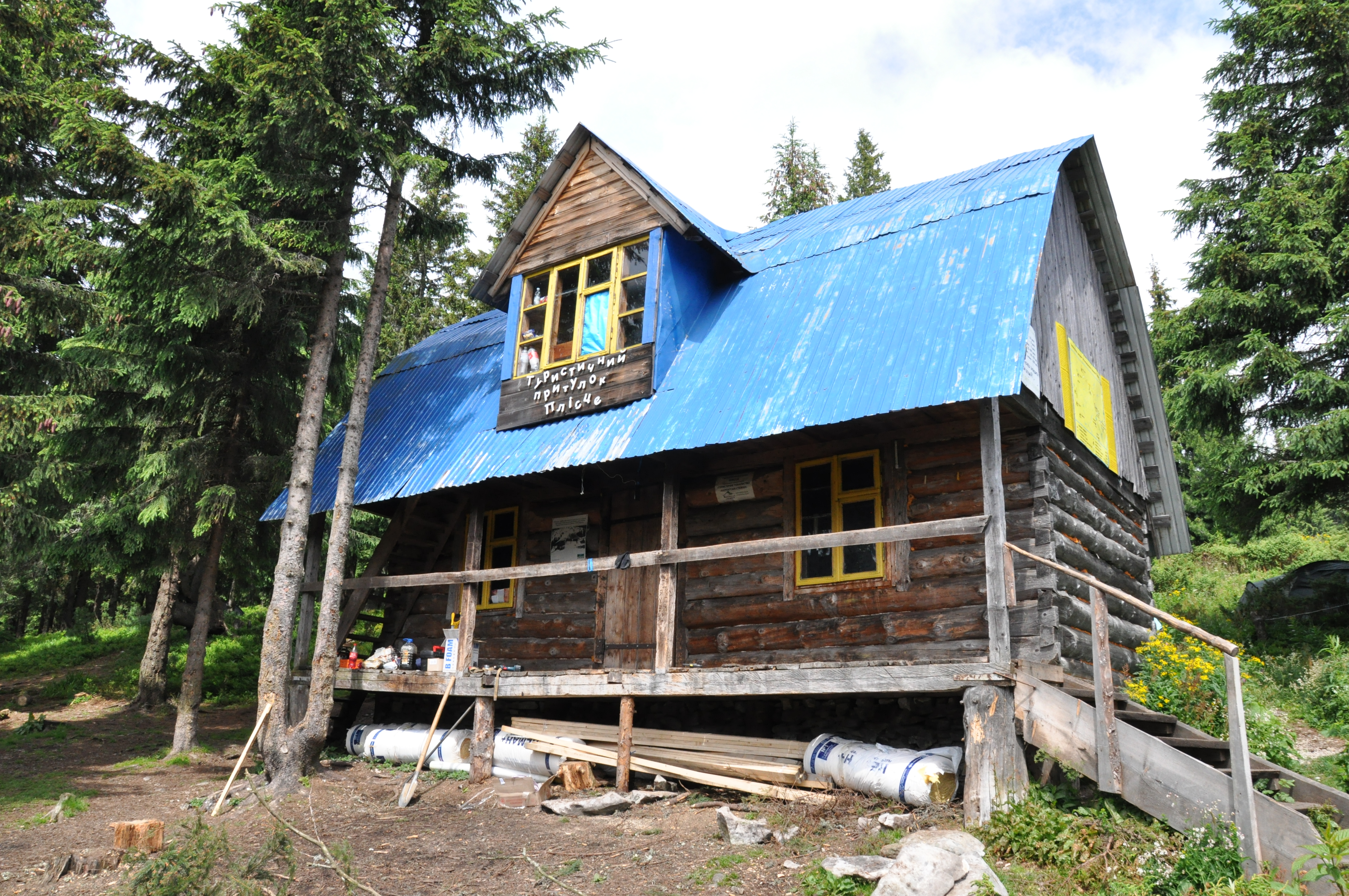
Притулок на Плісці

Ѓірський прит́улок — об'єкт туристичної інфраструктури, розташований переважно за межами населених пунктів, здебільшого уздовж туристичних маршрутів. Дані споруди є капітальними, постійними, виконують рекреаційну функцію для гірських туристів, а в разі необхідності ― забезпечують виживання для осіб, що потрапили у небезпеку.
В Україні значна кількість притулків постала на базі збудованих у 1960-х рр. мисливських будинків, реконструйованих і догляданих ентузіастами на громадських засадах. Можуть знаходитись на балансі відповідних лісових господарств. Такі споруди в абсолютній своїй більшості є загальнодоступними і безоплатними.
Такі будинки переважно одно- або двокімнатні, зрідка півтораповерхові і трикімнатні. Збудовані з дерева, забезпечені металевими печами («буржуйками»), зрідка ― цегляними.

###### Громадські (безоплатні)
- «Плісце» розташований під г. Ґрофа
- «Під Конем» між г. Ґрофа і Кінь Ґрофецький
- «Готель Високий» на хребті Матагів
- «Під Молодою» між горами Яйко Перегінське та Молода

###### Приватні (платні)
На початку 2010-х рр. в зв'язку з інтенсивним розвитком активного туризму, в популярних місцях почали з'являтися приватні (тобто комерційні) притулки. Відмінність від високогірних готелів у спектрі послуг. В притулках переважно великі гуртожитні кімнати, кухня спільна, окремих зручностей немає.
До таких станом на початок 2019 р. відносяться:
- «Перелісок»[1], що розташований на хребті Свидовець
- «Marmaros Rescue Hut»[2], що розташований неподалік г. Попиван Мармароський на пол. Струнги.
- «Явірник»[3], що розташований під г. Яворник

###### Неіснуючі (1880-ті ― 1940-ті)
- Боревка
- Кукул
- Маришевська
- Молода
- Околе
- Рущина
- Пантир
- Свіча
- Смотрич
- Солотвинка